# Авдіївська стоянка

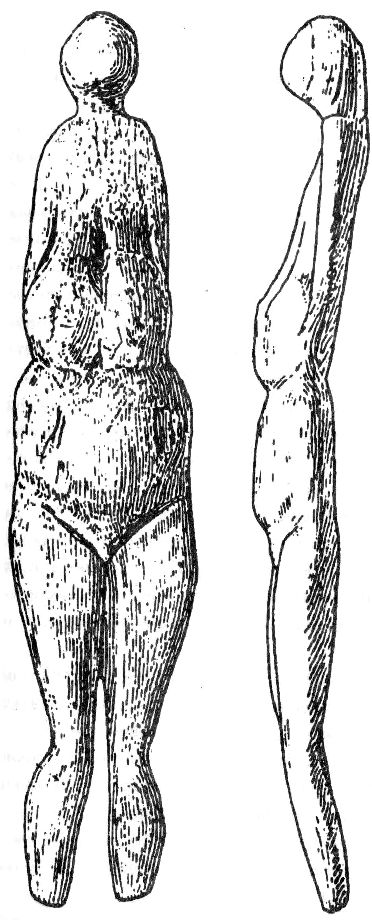
Жіноча статуетка, «давньокам'яна Венера» виявлена на Авдіївській стоянці у Курській області. Належить до костенківсько-авдіївській культурі.

Авдіївська стоя́нка — пізньопалеолітична стоянка біля села Авдійове Жовтневого району Курської області. Розташована на високій оболоні річки Рогозна, лівої притоки Горішнього Сейма.
Досліджена 1946—48 М. В. Воєводським, 1949 — О. М. Рогачовим.
Були розкопані два житлових комплекси, що уявляють з себе двори з землянками й напівземлянками по периметру. Посередині двору знаходилося вогнище, чисельні ями та западини заповнені культурними залишками.
Виявлено кілька десятків тисяч виробів.
Кремяні знаряддя переважно різаки, скребки, пластини з тупим краєм, дзьобоподібні, листоподібні й зубчасті знаряддя, наконечники, ножі.
Кістяні та з бивню мамута чисельні лопатки, гладила, тесла, шила, проколки.
Серед прикрас виявлені зуби вовка, песцю з дірками. Голки з кісток птахів. На виробах з кістки нанесено орнамента.
З бивнів мамута жіночі статуетки (палеолітичні венери) та головні діадеми. З бивня мамута, кістки та піщаника фігурки мамута, коня.
На стоянці виявлені кістки мамута, шерсистого носорога, коня, північного оленя, бика, сайги, песця, бурого відмедя, вовка, лисиці, птахів.
Залишки фауни дають підстави датувати Авдіївську стоянку оріньяцько-солютрейським добою.
Авдіївська стоянка є характерною пам'яткою костенківсько-авдіївської культури, що відображено у її назві.
Радіовуглецеве датування стоянки — 22700±700 років, 22400±500 років й 22200±700 років.